# Rio Ararapira
O rio Ararapira é um curso de água que banha o estado do Paraná. Marca com sua foz o ponto mais extremo do estado do Paraná, no município de Guaraqueçaba, região do Litoral Paranaense, na divisa com o estado de São Paulo. Este ponto está situado nas coordenadas geográficas 25º 19’ 17” de latitude sul (S) e 48º 05’ 37” de longitude oeste (W) do Meridiano de Greenwich.